# Srednogorie Heights
Die Srednogorie Heights (englisch; bulgarisch Средногорски възвишения Srednogorski waswischenija) sind ein in ost-westlicher Ausdehnung 7,5 km langes, 7 km breites und im Mount Ignatiev bis zu 1220 m hohes Gebirge im Grahamlands auf der Antarktischen Halbinsel. Auf der Trinity-Halbinsel ragt es östlich der Bone Bay, westlich des Louis-Philippe-Plateaus, nördlich des Russell-West-Gletschers und südlich des Malorad-Gletschers auf.
Deutsche und britische Wissenschaftler kartierten es 1996 gemeinsam. Die bulgarische Kommission für Antarktische Geographische Namen benannte es 2010 nach dem Gebirge Sredna Gora im Zentrum Bulgariens.